# 阿贝库尔
阿贝库尔（法語：Abbécourt，法語發音：[abekuʁ]）是法国上法蘭西大區埃纳省的一个市镇，属于拉昂区。

## 地理
阿贝库尔（49°35'44"N, 3°10'47"E）面积5.96 平方千米，位于法国上法蘭西大區埃纳省，该省份为法国北部内陆省份，北起北部省，西接索姆省和瓦兹省，东临阿登省和马恩省，西南至塞纳-马恩省，东北部与比利时接壤。
与阿贝库尔接壤的市镇（或旧市镇、城区）包括：比尚库尔、绍尼、马尼康、马雷当普库尔、讷夫略、奥涅。

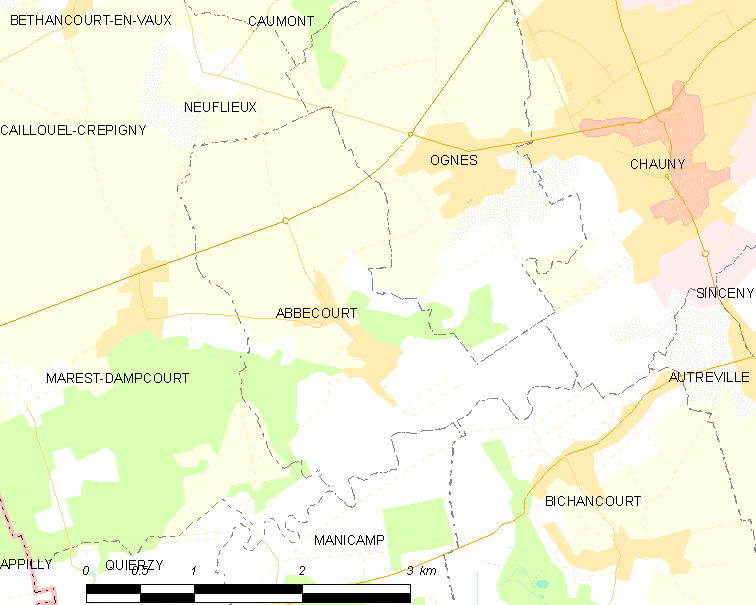
阿贝库尔的OSM定位图

阿贝库尔的时区为UTC+01:00、UTC+02:00（夏令时）。

## 行政
阿贝库尔的邮政编码为02300，INSEE市镇编码为02001。

## 政治
阿贝库尔所属的省级选区为绍尼县。

## 人口

1962-2008年间阿贝库尔人口变化图示

阿贝库尔于2022年1月1日时的人口数量为513人。